# Terpsihora
Terpsihora (grč. Τερψιχόρα, Terpsichóra) jedna je od devet Muza, Zeusova i Mnemozinina kći. Zaštitnica je plesa i glazbe te korske lirike. Katkad se smatra s riječnim bogom Ahelojem majkom Sirena ili Linusovom majkom, zajedno s Apolonom.

## Etimologija
Terpsihorino ime dolazi od grčkih riječi τερπέω, terpéô = "užitak" i χoρός, khorós = "ples". Dakle, znači "užitak plesa".

## Karakteristike
Atributi su joj lira, cimbali, lovorov vijenac. Najčešće je prikazivana kako sjedi i drži liru ili je pak okružena cvijećem.

## Vanjske poveznice
- Terpsihora u klasičnoj literaturi i umjetnosti (engl.)